# استبداد اکثریت
دیکتاتوری اکثریت یا استبداد اکثریت عبارتی است برای توصیف آن دسته از سیستم‌های حکومتی که در آن‌ها قانون‌های وضع‌شده توسط اکثریت، آزادی‌های بخشی از اقلیت را محدود می‌سازد یا منافع اکثریت را بالاتر از منافع اقلیت جای می‌دهد. این اصطلاح همچنین در توصیف جباران، مستبدان و خودکامگانی‌ به کار می‌رود که رفتار سیاسیشان چنین عملکردی در جامعه داشته باشد.
مفهوم این عبارت به افلاطون برمی‌گردد اما خود واژه نخست توسط آلکسیس دو توکویل در کتاب دموکراسی در آمریکا منتشر شده‌است، و اساس نظریه «اصل ضرر» استوارت میل است.